# Europa av suveräna nationer
Europa av suveräna nationer (ESN) är ett nationalistiskt europeiskt parti. Det grundades 2024 och dess ledamöter i Europaparlamentet sitter i Gruppen Europa av suveräna nationer (ESN-gruppen).
Partiet registrerades som ett officiellt europeiskt parti den 30 september 2024.